# Клава, давай!
«Клава, давай!» (англ. Less Than Perfect) — американский комедийный телесериал, выпущенный телекомпанией ABC. Ситком рассказывает о трудовых буднях офиса новостной телекомпании, работники которой во главе с главной героиней попадают в различные комические ситуации. Идея создания сериала принадлежит Терри Мински, в своё время принимавшей участие в создании сериалов «Лиззи Магуайер» и «Секс в большом городе». Всего отснято 4 сезона — 81 эпизод выходил с 2002 по 2006 год.

## Сюжет
Действие сериала главным образом происходит в офисном здании телекомпании «GNB». Молодая сотрудница Клаудиа Кейси, иногда подменяющая других сотрудников, получает временное назначение на 22-й этаж ассистентом ведущего программы новостей Уилла Батлера. Её друзья с четвёртого этажа, где раньше был её офис, пробивная Рамона и гиковатый Оуэн, всячески поддерживают её. В противоположность им новые коллеги по работе — карьерист Кипп и мечтающая выйти замуж за богача сексапильная хищница Лидия — задирают перед ней нос и не упускают возможности как-то унизить. Это противостояние приводит к различным комическим ситуациям, из которых Клаудиа, как правило, с блеском выходит.
Третий сезон рассказывает о том, как любовная лихорадка охватила «GNB»: Лидия и Джеб начинают готовиться к свадьбе, а в компанию возвращается Чарли Воберник — бывший возлюбленный Клавы, работавший в транспортном отделе. Карл также нырнул в любовь с головой, когда начинает встречаться с дантистом Вивиан, которая сильно недолюбливает Клаву, боясь соперничества за сердце Карла.
В четвёртом и финальном сезоне шоу, вернувшись из отпуска, Клава с удивлением узнаёт, что Уилл ушёл из «GNB». Лидия заняла кабинет Уилла, став исполнительным продюсером Джеба, и нанимает Клаву в качестве помощницы. Между тем, личная жизнь девушки приобрела неожиданный поворот — каким-то невероятным образом, Клава начала встречаться с Карлом.

## В ролях

### Основной состав
- Сара Рю — Клаудиа «Клод» Кейси
- Шерри Шеперд — Рамона Платт
- Андреа Паркер — Лидия Уэстон
- Закари Ливай — Кипп Стэдман
- Эрик Робертс — Уилл Батлер (покинул шоу после 3 сезона)
- Энди Дик — Оуэн Кронски
- Уилл Сассо — Карл Монари
- Патрик Уорбертон — Джеб Дентон

### Второстепенные персонажи
- Джош Браатен — Чарли «Чарли-из-транспортного» Вон Ваберник, приятель Клаудии
- Уильям Рэгсдэйл — Митч Калгроув, молодой продюсер, встречавшийся с Клавой
- Джордж Вайнер — Алан Тёрнбак, глава «GNB»
- Френч Стюарт — Джин Шмидтлайн, сотрудник организации
- Диана-Мария Рива — Вивиан, подружка Карла
- Валери Харпер — Джудит, мама Оуэна
- Джоанна Кернс — Джуди, ещё одна мама Оуэна
- Майкл Ангарано — Джордж Дэнтон, сын Джеба
- Николь Салливан — Дэйдра Бишоп, любовница Оуэна
- Дженни МакКарти — Дэни, невеста Уилла

### Приглашённые звёзды
- Майкл Ботман — Тэд Эллиот, временный начальник Клавы
- Джон Эрик Бэнтли — ассистент директора, ставший директором (1 сезон)
- Мартин Малл — Мистер Бадди Кейси, отец Клавы (1 сезон)
- Синди Уилльямс — Миссис Джоан Кейси, мать Клавы (1 сезон)
- Джоанна Кэссиди — Норма (1 сезон)
- Триста Рен — играет саму себя (1 сезон)
- Ричард Ракколо — Бобби Кейси, брат Клавы (1 сезон)
- Барри Боствик — Макс Дамариус (1 сезон)
- Бен Фельдман — Николас (2 сезон)
- Памела Андерсон — Вики Дэворски (2 сезон)
- Тори Спеллинг — Роксана Фидлер (2 сезон)
- Саймон Хелберг — Артур (2 сезон)
- Лесли Энн Уоррен — Дайан Стэдман (2 сезон)
- Джеймс Белуши — Эдди, продавец гамбургеров (2 сезон)
- Кэтрин Джустен — пожилая дама из доставки сыра (2 сезон)
- Билл Уолтон — играет самого себя (2 сезон)
- Брук Бёрк — медсестра Бенсон (2 сезон)
- Гордон Клэпп — детектив Мартин (2 сезон)
- Джон Макинрой — играет самого себя (2 сезон)
- Эрик Палладино — Майк Абрехо (3 сезон)
- Люси Лоулесс — Трейси Флетчер (3 сезон)
- Джоан Риверз — Луиза (3 сезон)
- Ричард Кайнд — Ленс Коркоран (3 сезон)
- Джон Ди Маджио — бармен (3 сезон)
- Пола Абдул — Кэтлин (3 сезон)
- Кимберли Уильямс — Лора (3 сезон)
- Дэвид Кэссиди — Винс (3 сезон)
- Реджис Филбин — Ксинь Сяо Пи (3 сезон)
- Стар Джонс — Доктор Кёртис (3 сезон)
- Кристофер Найт[англ.] — официант (3 сезон)
- Трейси Хатсон — играет саму себя (3 сезон)
- Джоанна Тамасес — Ирен, коллега Клавы (4 сезон)

За время съёмок шоу актриса Сара Рю сбросила 30 фунтов — около 14 килограмм

## Музыка
Песня, использованная в качестве главной музыкальной темы сериала и написанная специально для шоу, появляется во вступительных титрах второго сезона — композиция называется «A Girl Like You». У первого и третьего сезонов открывающие титры отсутствуют.

## История трансляции

### США
В первом сезоне титры с названием шоу и именами актёров появились в начальных сценах эпизода. Во втором сезоне у сериала появилась музыкальная тема и вступительные титры, но они были использованы лишь в первых пяти эпизодах. В остальных эпизодах вплоть до конца третьего сезона использовался лишь текст без музыкального оформления. В четвёртом сезоне появились пятисекундные открывающие титры, в котором название шоу появляется на нескольких стикерах, прикреплённых к рабочему столу, а в качестве музыкального оформления использован фрагмент музыкальной композиции, звучавшей в первых эпизодах второго сезона.
«Клава, давай!» транслировался по вторникам, на протяжении первых двух сезонов показывал хорошие результаты в рейтингах. Во время показа третьего сезона показ был сдвинут на вечер пятницы, сопровождаемый резким снижением рейтингов, подвергая сериал опасности быть закрытым. Сайт «TV Guide» включил сериал в свой список «Исчезающих сериалов». Как бы там ни было, рейтинги в возрастной группе 18-49 были достаточно высокими, а количество эпизодов удовлетворяло условиям телевизионного вещания на сезон. В итоге ещё 13 эпизодов 4 сезона были заказаны. После продолжительного перерыва шоу вернулось на канал «ABC» с трансляцией во вторник, 18 апреля 2006 года в 21:30.
Несмотря на продление, будущее шоу оставалось под вопросом. Актёр Закари Ливай говорил, что многие актёры готовы покинуть сериал и заняться другими проектами, а исполнительница главной роли Сара Рю снимается в пилоте нового шоу для канала CBS — вместе с братом её героиня управляет компанией по производству игрушек в ситкоме «Play Nice». Эрик Робертс и вовсе покинул проект, не имея возможности сниматься в новых сериях.
17 марта 2006 года канал «ABC» подтвердил, что четвёртый сезон станет для сериала последним. В результате, лишь пять из 13 отснятых эпизодов были показаны на канале, прежде чем сериал сняли с эфира 6 июня 2006 года.
1 июня 2009 года сериал попал в сетку вещания кабельного канала «Lifetime Television» — были показаны все серии шоу, включая 8 ранее не выходивших в эфир эпизодов четвёртого сезона. После премьерного показа на этом канале сериал сняли с эфира.

### Россия
В России сериал был показан на телеканале «MTV Россия» под названием «Клава, давай!».

### Другие страны
В Великобритании и Ирландии сериал транслировался на канале «Comedy Central»; на «ATV» в Австрии; на «Nelonen» в Финляндии; «FOX8» и «Seven Network» в Австралии; на «Star World» в азиатских странах; на «yesSTARS» в Израиле; «Cuatro» в Испании; на «Sky Italia’s Fox» и «MTV Italia» в Италии; на «Kanal 5» в Дании, на «HRT» и «Fox Life» в Хорватии, Сербии, Македонии, Польше и Болгарии; на «Первом национальном» в Беларуси. Первые 7 эпизодов и 9 серия транслировали на канале «TV2» в Новой Зеландии. Для арабо-говорящих зрителей сериал транслируется на канале «MBC 4». В Турции сериал транслирует «TNT Turkey». «ComedyMax» транслирует сериал для подписчиков «Digiturk», а «Comedy Smart» — для подписчиков «D-Smart». Также сериал показывался в Ирландии на канале «RTÉ Two».
В Германии шоу известно под названием «Office Girl».

## Релиз

### Отзывы
В первых отзывах к сериалу, критики отмечали стереотипность персонажей, но оценили игру Сары Рю. В обзоре «USA Today» говорилось, что «за два эпизода структура хороший/плохой и утрирование образов привели к ощущению второсортности», отметив, что Сара Рю идеальна для ситкомов. Журнал «People» раскритиковал стереотипность персонажей и назвал шоу «далёким от идеала», но также похвалил игру Рю. Как бы там ни было, к третьему сезону сериал, по мнению обозревателя «USA Today» «набрал обороты».

### Рейтинги
| сезон | сезон   | кол-во эпизодов | премьера         | финал          | рейтинги в США | строка |
| ----- | ------- | --------------- | ---------------- | -------------- | -------------- | ------ |
| 1     | 2002−03 | 22              | 1 октября 2002   | 20 мая 2003    | 8.1 млн        | 85     |
| 2     | 2003−04 | 24              | 23 сентября 2003 | 18 мая 2004    | 8.8 млн        | 66     |
| 3     | 2004−05 | 22              | 24 сентября 2004 | 15 апреля 2005 | 6.2 млн        | 94     |
| 4     | 2006    | 13              | 18 апреля 2006   | 6 июня 2006    | 4.9 млн        | 115    |

### Выход на DVD
На данный момент в США вышел один лишь первый сезон, изданный компанией «Lionsgate Home Entertainment». Эпизоды были расположены в хронологическом порядке, а не порядке их выхода в эфир. Дальнейшая судьба сериала на лицензионном DVD на данный момент неизвестна.